# Getande glazenmaker
De getande glazenmaker (Aeshna serrata) is een echte libel uit de familie van de glazenmakers (Aeshnidae).
De wetenschappelijke naam van de soort werd in 1856 gepubliceerd door Hermann August Hagen. De Nederlandstalige naam is ontleend aan Libellen van Europa.

## Synoniemen
- Aeshna osiliensis Mierzejewski, 1913
- Aeschna fennica Valle, 1927